# Rekared de los Ríos Fabregat
Rekared de los Ríos Fabregat SDB, (hiszp.) Recaredo de los Ríos Fabregat (ur. 11 stycznia 1893 w Bétera, zm. 9 grudnia 1936 w Picadero de Paterna) – błogosławiony Kościoła katolickiego, męczennik okresu wojny domowej w Hiszpanii, ofiara prześladowań antykatolickich, hiszpański prezbiter z zakonu salezjanów.

## Życiorys
Pochodził z religijnej rodziny chrześcijańskiej. Studia podjął w kolegium w Walencji. Śluby zakonne złożył w 1909 r., a w 1917 r. otrzymał sakrament święceń. Pełnił obowiązki przełożonego w Villenie i Alicante. Realizując swój apostolat krzewił kult Matki Bożej Wspomożycielki Wiernych. W powołaniu wykorzystywał swoje zdolności oratorskie i zdolności artystyczne. Po ataku na szkołę w Alicante (1931 r.) pełnił posługę Barcelonie, Huesca, Campello, Villenie i Walencji. Aresztowany z Józefem Calasanz Marquésem, Antonim Marią Martínem Hernándezem, Julianem Rodríguezem Sánchezem, Józefem Giménez Lópezem, Augustem García Calvo, Janem Martorell Sorią, Jakubem Buch Canalsem i Piotrem Mesonero Rodríguezem. Z pogodą przyjmując swój los zamordowany został 9 grudnia 1936 w Picadero de Paterna za kapłaństwo i stan zakonny. Uznany został za ofiarę nienawiści do wiary (łac. odium fidei). W więzieniu, w obliczu zagrożenia życia wspierał duchowo współbraci.
Proces informacyjny dotyczący męczeństwa Rekareda de los Ríos Fabregata toczył się w Walencji w latach 1953–1955. Uroczystość beatyfikacji odbyła się na placu Świętego Piotra w Watykanie, a dokonał jej papież Jan Paweł II 11 marca 2001 r. w grupie z Józefem Aparicio Sanzem i 232 towarzyszami, pierwszymi wyniesionymi na ołtarze Kościoła katolickiego w trzecim tysiącleciu.
Miejscem kultu Rekareda de los Ríos Fabregata jest archidiecezja walencka. Relikwie spoczywają na terenie walenckiej parafii św. Antoniego.
Wspomnienie liturgiczne obchodzone jest przez katolików w dies natalis (9 grudnia) oraz w grupie Józefa Aparicio Sanza i 232 towarzyszy (22 września).